# Hiéroglyphe égyptien F43
Les côtes de bœuf, en hiéroglyphes égyptiens, sont classifiées dans la section F « Parties de mammifères » de la liste de Gardiner ; cet hiéroglyphe y est noté F43. 

## Représentation
Il représente des côtes de bœuf empilées. 

## Utilisation
| s | p | H | t · F43 |

| s | p | H | t · F43 |